# Everton Football Club 1995-1996
Questa voce raccoglie le informazioni riguardanti il Everton Football Club nelle competizioni ufficiali della stagione 1995-1996.

## Maglie e sponsor
Lo sponsor tecnico per la stagione 1995-1996 è Umbro, mentre lo sponsor ufficiale è Danka.

## Organigramma societario
Area direttiva
- Presidente: Peter Johnson[4]
- Consiglio di amministrazione: Bill Kenwright[5]

Area tecnica
- Allenatore: Joe Royle[6]
- Allenatore in seconda: Alan Irvine[6]
- Allenatore dei portieri: Alan Hodgkinson[6]

## Risultati

### FA Premier League
| Londra 19 agosto 1995, ore 15:00 BST 1ª giornata | Chelsea           | 0 – 0 referto | Everton | Stamford Bridge (30.189 spett.)\| Arbitro: \| Reed[7] (Birmingham) \| |
| Arbitro:                                         | Reed (Birmingham) |               |         |                                                                       |

| Arbitro: | Burge (Tonypandy) |

|  |           |                      |
|  | Marcatori | 70’ Platt 87’ Wright |

| Arbitro: | Winter (Stockton-on-Tees) |

|                         |           |  |
| Limpar 35’ Amokachi 43’ | Marcatori |  |

| Arbitro: | Lodge (Barnsley) |

|  |           |                            |
|  | Marcatori | 58’ Parkinson 76’ Amokachi |

| Arbitro: | Poll (Tring) |

|                        |           |                          |
| Limpar 27’ Rideout 55’ | Marcatori | 3’, 49’ Sharpe 74’ Giggs |

| Arbitro: | Bodenham (Looe) |

|                                    |           |                  |
| Watson 17’ (aut.) Lee 20’ Woan 64’ | Marcatori | 62’, 80’ Rideout |

| Arbitro: | Durkin (Portland) |

|                             |           |             |
| Dicks 7’ (rig.), 43’ (rig.) | Marcatori | 40’ Samways |

| Arbitro: | Cooper (Pontypridd) |

|            |           |                                  |
| Limpar 81’ | Marcatori | 11’ Ferdinand 59’ Lee 65’ Kitson |

| Arbitro: | Alcock |

|                |           |             |
| Paatelainen 1’ | Marcatori | 85’ Rideout |

| Arbitro: | Dilkes |

|            |           |               |
| Stuart 12’ | Marcatori | 38’ Armstrong |

| Arbitro: | Burge (Tonypandy) |

|           |           |  |
| Yorke 76’ | Marcatori |  |

| Arbitro: | Wilkie |

|            |           |  |
| Stuart 23’ | Marcatori |  |

| Arbitro: | Ashby |

|            |           |                      |
| Fowler 89’ | Marcatori | 53’, 69’ Kanchelskis |

| Arbitro: | Danson |

|                        |           |  |
| Stuart 17’ Rideout 36’ | Marcatori |  |

| Arbitro: | Bodenham (Looe) |

|                              |           |                |
| Kanchelskis 45’ Amokachi 54’ | Marcatori | 2’, 36’ Bright |

| Londra 2 dicembre 1995, ore BST 16ª giornata | Tottenham Hotspur | 0 – 0 referto | Everton | White Hart Lane (32.894 spett.)\| Arbitro: \| Dunn \| |
| Arbitro:                                     | Dunn              |               |         |                                                       |

| Arbitro: | Reed (Birmingham) |

|                                            |           |  |
| Stuart 33’ Unsworth 44’ (rig.) Ebbrell 69’ | Marcatori |  |

| Arbitro: | Durkin (Portland) |

|               |           |  |
| Ferdinand 17’ | Marcatori |  |

| Arbitro: | Lodge (Barnsley) |

|                      |           |             |
| Busst 48’ Whelan 84’ | Marcatori | 67’ Rideout |

| Arbitro: | Jones |

|                                           |           |  |
| Short 10’ Stuart 45’, 60’ Kanchelskis 68’ | Marcatori |  |

| Arbitro: | Winter (Stockton-on-Tees) |

|                              |           |  |
| Wetherall 6’ Kanchelskis 51’ | Marcatori |  |

| Arbitro: | Wilkie |

|                          |           |                              |
| Holdsworth 54’ Ekoku 72’ | Marcatori | 1’ Ebbrell 23’, 25’ Ferguson |

| Arbitro: | Hart (Darlington) |

|              |           |             |
| Unsworth 36’ | Marcatori | 20’ Spencer |

| Arbitro: | Bodenham (Looe) |

|            |           |                            |
| Wright 38’ | Marcatori | 50’ Stuart 84’ Kančel'skis |

| Arbitro: | Elleray |

|                         |           |                      |
| Watson 46’ Magilton 77’ | Marcatori | 52’ Stuart 56’ Horne |

| Arbitro: | Alcock |

|                               |           |  |
| Parkinson 32’ Hinchcliffe 47’ | Marcatori |  |

| Arbitro: | Bodenham (Looe) |

|                     |           |  |
| Keane 30’ Giggs 82’ | Marcatori |  |

| Arbitro: | Cooper (Pontypridd) |

|                                         |           |  |
| Kanchelskis 52’ Watson 56’ Ferguson 60’ | Marcatori |  |

| Arbitro: | Gallagher |

|  |           |                           |
|  | Marcatori | 28’ Grant 45’ Hinchcliffe |

| Arbitro: | Danson |

|                   |           |                        |
| Ferguson 17’, 25’ | Marcatori | 38’ Daish 85’ Williams |

| Arbitro: | Ashby |

|               |           |                            |
| Deane 8’, 45’ | Marcatori | 29’ Stuart 49’ Kanchelskis |

| Arbitro: | Dilkes |

|                           |           |                                                 |
| Short 21’ Kanchelskis 61’ | Marcatori | 12’ Gayle 65’ Castledine 86’ Clarke 88’ Goodman |

| Arbitro: | Winter (Stockton-on-Tees) |

|  |           |                                         |
|  | Marcatori | 71’ Amokachi 76’ Marker 89’ Kanchelskis |

| Arbitro: | Bodenham (Looe) |

|                                           |           |  |
| Hottiger 21’ Kanchelskis 86’ Amokachi 90’ | Marcatori |  |

| Arbitro: | Durkin (Portland) |

|                                  |           |             |
| Gallen 15’ Hateley 42’ Impey 61’ | Marcatori | 78’ Ebbrell |

| Arbitro: | Elleray |

|                 |           |            |
| Kanchelskis 18’ | Marcatori | 87’ Fowler |

| Arbitro: | Reed (Birmingham) |

|                      |           |                                                   |
| Hirst 9’ Degryse 64’ | Marcatori | 4’ Amokachi 10’ Ebbrell 21’, 54’, 65’ Kanchelskis |

| Arbitro: | Hart (Darlington) |

|               |           |  |
| Parkinson 78’ | Marcatori |  |